# Aphaenogaster ujhelyii
Aphaenogaster ujhelyii is een mierensoort uit de onderfamilie van de Myrmicinae. De wetenschappelijke naam van de soort is voor het eerst geldig gepubliceerd in 1910 door Szabó.